# Chalcorana
Chalcorana é um género de anfíbios da família Ranidae. Está distribuído por Tailândia, Java, Sumatra, Malásia, Bornéu, e Sulawesi.

## Espécies
- Chalcorana chalconota (Schlegel, 1837)
- Chalcorana eschatia (Inger, Stuart, and Iskandar, 2009)
- Chalcorana labialis (Boulenger, 1887)
- Chalcorana macrops (Boulenger, 1897)
- Chalcorana megalonesa (Inger, Stuart, and Iskandar, 2009)
- Chalcorana mocquardii (Werner, 1901)
- Chalcorana parvaccola (Inger, Stuart, and Iskandar, 2009)
- Chalcorana raniceps (Peters, 1871)
- Chalcorana rufipes (Inger, Stuart, and Iskandar, 2009)